# NGC 250
NGC 250 est une galaxie lenticulaire située dans la constellation des Poissons. NGC 250 a été découverte par l'astronome américain Lewis Swift en 1885.

## Caractéristiques
Sa vitesse par rapport au fond diffus cosmologique est de 4 919 ± 24 km/s, ce qui correspond à une distance de Hubble de 72,6 ± 5,1 Mpc (∼237 millions d'al).
À ce jour, une mesure non basée sur le décalage vers le rouge (redshift) donne une distance d'environ 47,200 Mpc (∼154 millions d'al). Cette valeur est nettement à l'extérieur des valeurs de la distance de Hubble.
NGC 250 présente une large raie HI.